# St. Kilda (Schottland)
St. Kilda (schottisch-gälisch Hiort [hirˠʃt̪]) ist eine isolierte vulkanische Inselgruppe, die zu Schottland gehört. Die Inseln liegen rund 64 Kilometer westnordwestlich von North Uist im Nordatlantik und werden gelegentlich zu den Äußeren Hebriden gezählt. Die Hauptinsel ist Hirta, deren Klippen die höchsten des Vereinigten Königreichs sind. Politisch gehören die Inseln zur Council Area Na h-Eileanan Siar.
Über den Ursprung des Namens St. Kilda gibt es nur Spekulationen; es handelt sich nicht um eine Benennung nach einem Heiligen. Die Hauptinsel Hirta war mindestens zwei Jahrtausende lang permanent bewohnt, wobei die Einwohnerzahl vermutlich niemals 180 überschritt und sich ab Mitte des 19. Jahrhunderts konstant unter 100 bewegte. Das ohnehin karge Leben wurde später zusätzlich erschwert durch Einflüsse religiösen Eifers, eingeschleppte Krankheiten und die Folgen des Ersten Weltkriegs. Infolgedessen wurden die Inseln 1930 aufgegeben; die verbliebene Bevölkerung ließ sich aufs schottische Festland umsiedeln. Die Geschichte von St. Kilda ist mehrfach künstlerisch verarbeitet worden, unter anderem in einer Oper. Gegenwärtig sind die Mitglieder einer kleinen, 1957 eingerichteten Militärbasis die einzigen Bewohner.
Das kulturelle Erbe der Inseln besteht aus zahlreichen architektonischen Stätten aus historischen und prähistorischen Zeiten, während die frühesten schriftlichen Aufzeichnungen über das Inselleben auf das Spätmittelalter zurückgehen. Heute befindet sich die gesamte Inselgruppe im Besitz des National Trust for Scotland. 1986 wurde sie die erste von z. Zt. fünf schottischen Welterbestätten. Sie besitzt als einzige Stätte im Vereinigten Königreich den Status sowohl für ihre kulturellen als auch für ihre natürlichen Reichtümer. Die Inseln sind ein Brutgebiet für viele Seevögel, darunter Basstölpel, Papageitaucher und Eissturmvögel. Der St.-Kilda-Zaunkönig und die St.-Kilda-Feldmaus sind endemische Unterarten. Im Sommer arbeiten Freiwilligengruppen auf den Inseln, um Ruinen der Häuser zu restaurieren, die die Inselbevölkerung bei der Evakuierung zurückließ.

## Herkunft der Namen

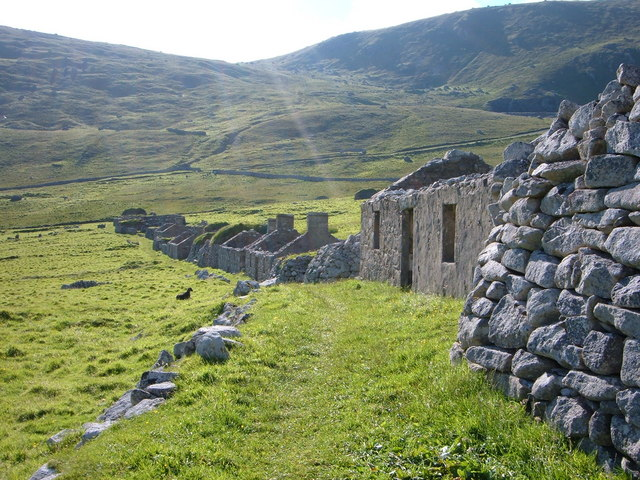
The Street mit verfallenen Häusern

Es gibt keine bekannten Heiligen mit dem Namen Kilda, weshalb zahlreiche Theorien den Ursprung des auf das spätere 16. Jahrhundert zurückgehenden Namens zu erklären versuchen. Haswell-Smith (2004) gibt an, dass der volle Name St. Kilda zuerst auf einer mit 1666 datierten niederländischen Karte zu finden ist und möglicherweise vom norwegischen sunt kelda („süßes Brunnenwasser“) stammt oder auf der fehlerhaften Annahme beruht, dass Tobar Childa nach einem Heiligen benannt sei. (Tobar Childa ist ein tautologischer Ortsname, der aus den gälischen und altnorwegischen Wörtern für Brunnen gebildet wird.) Martin Martin, der St. Kilda 1697 besuchte, glaubte, dass der Name „von einem gewissen Kilder stammt, der hier lebte; und von ihm hat auch der große Brunnen Toubir-Kilda seinen Namen“.

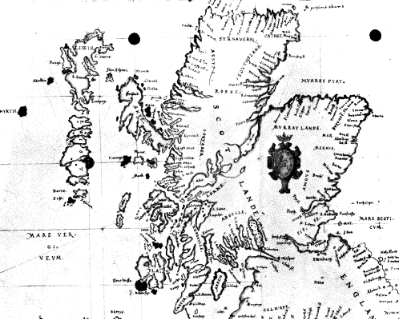
Die Carte of Scotlande von 1580 mit Hyrth (Hirta) links und Skaldar (Haskeir) im Nordosten

Maclean (1972) schlägt weiterhin vor, der Name sei eine Verballhornung des altnorwegischen Namens für die Quelle auf Hirta, Childa, und gibt an, dass eine Karte von 1588 die Inselgruppe als Kilda benennt. Er spekuliert auch, dass der Name sich auf die Culdeer beziehen könnte, mönchische Einsiedler, die möglicherweise das Christentum auf die Inseln brachten. Eine weitere Möglichkeit sei eine Verballhornung des gälischen Namens für die Hauptinsel, da die Inselbewohner in ihrem Dialekt „r“ eher als „l“ aussprachen und die Insel so für gewöhnlich als „Hilta“ bezeichneten. Steel (1988) unterstützt die Idee und stellt fest, dass die Inselbewohner das „H“ auf eine „ziemlich gutturale Art“ aussprächen, was bedeutet, dass Hirta fast als Kilta ausgesprochen wurde.
Nach Maclean besteht zudem die Möglichkeit, dass die Niederländer lediglich einen kartographischen Fehler machten und Hirta mit Skildar verwechselten, dem alten Namen für die Insel Haskeir, die viel näher bei den Äußeren Hebriden liegt. Quine (2000) stellt die Hypothese auf, dass der Name von einer Reihe von kartographischen Fehlern kommt, die mit dem Gebrauch des altisländischen Skildir („Schilde“) beginnt, das als Skildar auf einer Karte von Nicholas de Nicolay erscheint (1583). Dies wurde, der Hypothese folgend, von Lucas J. Waghenaer auf seinen Karten von 1592 fälschlicherweise ohne das r übernommen und mit einem Punkt hinter dem S, woraus S.Kilda entstanden sei. Andere nahmen an, die Abkürzung stünde für einen Heiligen und schufen die Form St Kilda, die seit mehreren Jahrhunderten in Gebrauch ist.

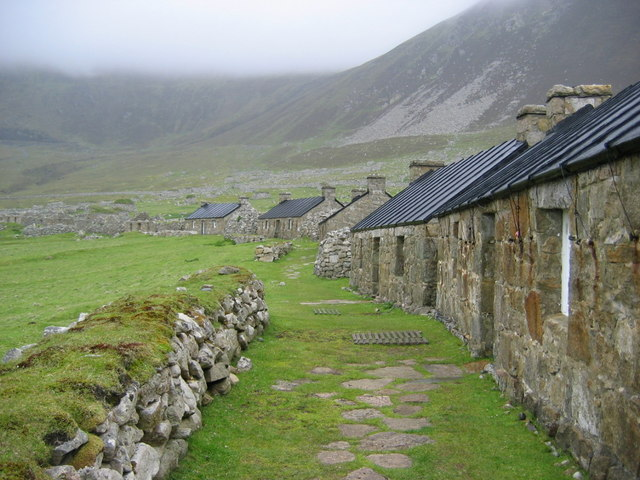
The Street mit restaurierten Häusern

Die Ursprünge des Namens Hirta, der deutlich älter ist als St Kilda, ist ähnlich offen für Interpretation. Martin (1703) behauptet, dass „Hirta vom irischen Ier kommt, was in dieser Sprache ‚Westen‘ bedeutet“. Maclean schlägt mehrere Alternativen vor, darunter ein (nicht näher spezifiziertes) keltisches Wort mit der Bedeutung „Finsternis“ oder „Tod“, oder das schottisch-gälische h-Iar-Tir („Westland“). Sich auf eine isländische Saga beziehend, die eine Fahrt nach Irland im 13. Jahrhundert beschreibt und einen Besuch der Inseln Hirtir erwähnt, spekuliert er, dass die Form Hirtas einem Hirsch gleiche, Hirtir („Hirsche“ auf Norwegisch). Steel (1988) zitiert die Ansicht von Reverend Neil Mackenzie, der von 1829 bis 1844 dort lebte, dass der Name vom gälischen I-Àrd („Hohe Insel“) käme, und dass es außerdem vom norwegischen Hirt („Schäfer“, „Hirte“) kommen könnte. Murray (1966) spekuliert ähnlich, dass das norwegische Hirðö („Herdeninsel“) der Wortursprung sein könnte. Alle Namen der und auf den Inseln werden von Coates (1990) diskutiert.

## Geographie

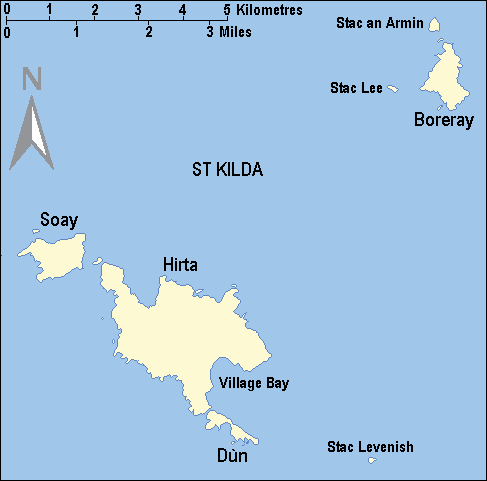
Der Archipel von St. Kilda

Mit 670 Hektar ist Hirta die größte Insel der Gruppe und umfasst 78 Prozent des Landgebietes St. Kildas. Die nächstgrößten Inseln sind Soay („Schafsinsel“) mit 99 Hektar und Boreray („die befestigte Insel“) mit 77 Hektar. Soay liegt ca. 500 Meter nordwestlich von Hirta, Boreray 6 Kilometer nordöstlich. Weitere kleine Inseln und Felsnadeln sind Stac an Armin (9,9 Hektar) („Die Felsnadel des Kriegers“), Stac Lee (2,3 Hektar) („Graue Felsnadel“) und Stac Levenish (2,43 Hektar) („Strom“ oder „Sturzbach“). Die Insel Dùn („Festung“), die Village Bay vor den vorherrschenden Südwestwinden schützt, war mit Hirta einst durch einen natürlichen Bogen verbunden. MacLean (1972) erklärt, dass der Bogen von einer spanischen Galeone gebrochen wurde, die nach der Niederlage der Spanischen Armada floh, doch andere Quellen wie Mitchell (1992) und Fleming (2005) vermuten, dass der Bogen von einem heftigen Wintersturm weggefegt wurde.

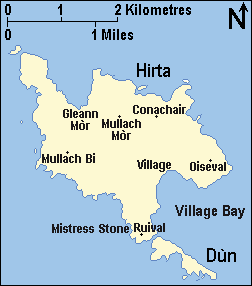
Hirta und Dùn

Der höchste Punkt der Inselgruppe, Conachair („die Bake“) mit 430 Metern, befindet sich auf Hirta, direkt im Norden des Dorfes. Im Südosten befinden sich Oiseval („Ost“) und westlich davon Mullach Mòr („großer Hügelgipfel“), die 290 bzw. 361 Meter hoch aufragen. Ruival („Roter Fjell“, 137 Meter) und Mullach Bi („Säulengipfel“, 358 Meter) dominieren die westlichen Klippen. Die höchsten Punkte auf Boreray und Soay befinden sich 384 bzw. 378 Meter über dem Meer. Stac an Armin erreicht 196 Meter und Stac Lee ist 172 Meter hoch, womit sie die beiden höchsten im Meer befindlichen Seenadeln Britanniens bilden.
In modernen Zeiten war die einzige Ansiedlung auf St. Kilda an der Village Bay (schottisch-gälisch Bàgh a’ Bhaile oder schottisch-gälisch Loch Hiort) auf Hirta. Gleann Mòr an der Nordküste Hirtas sowie Boreray weisen ebenfalls Spuren früher Besiedlung auf. Wenn man sich Village Bay von See aus nähert, erinnert die Szene an eine kleine Siedlung, die im Halbkreis von Hügeln umgeben ist. Dieser Eindruck ist allerdings irreführend. Der gesamte Nordhang des Conachair ist eine senkrechte Klippe von bis zu 427 Metern Höhe, die direkt ins Meer abfällt und die höchste Meeresklippe des Vereinigten Königreiches bildet.

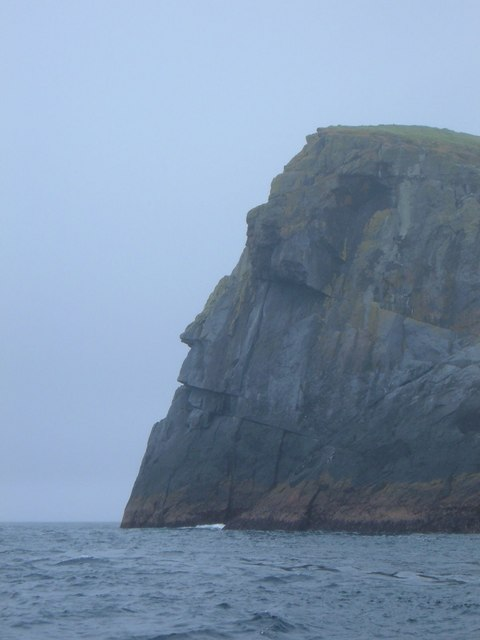
Die einem Gesicht ähnelnden Klippen von Stac Levenish

Obwohl St. Kilda 64 Kilometer vom nächsten Landgebiet entfernt liegt, ist die Inselgruppe auch von den 129 Kilometer entfernten Cuillin Hills auf Skye zu erkennen. Das Klima ist ozeanisch, mit hohen Niederschlagswerten (1.400 mm) und hoher Feuchtigkeit. Die Temperaturen sind bei einem Durchschnitt von 5,6 °C im Januar und 11,8 °C im Juli generell kühl. Die vorherrschenden Winde, besonders stark im Winter, kommen aus Süden und Südwesten. Die Durchschnittsgeschwindigkeit der Winde bewegt sich hier in etwa 85 % der Zeit um 13 km/h und in über 30 % der Zeit um 24 km/h. Sturmartige Winde treten in weniger als 2 % der Zeit auf, doch Böen von 185 km/h und mehr treten in den höheren Lagen regelmäßig auf, und auch auf Meereshöhe wurden Geschwindigkeiten von bis zu 209 km/h beobachtet. Der mittlere Tidenhub beträgt 2,9 Meter, die Wellenhöhe im Mittel ungefähr 2 Meter, während 10 % des Jahres allerdings 5 Meter, was eine Landung ganzjährig erschweren oder verhindern kann. Die Lage im Ozean schützt die Insel jedoch vor Schnee, der pro Jahr lediglich etwa zwölf Tage liegt.
Der abgelegenen Lage und dem ozeanischen Klima der Inselgruppe kommen auf den britischen Inseln lediglich wenige kleine Inseln wie die Flannan Isles, North Rona, Sula Sgeir oder die Bishop’s Isles am südlichen Ende der Äußeren Hebriden gleich. Administrativ war St. Kilda Teil der Gemeinde von Harris im traditionellen County Inverness-shire. Heute ist die Inselgruppe Teil der Council Area Na h-Eileanan Siar (Western Isles).

## Fauna und Flora

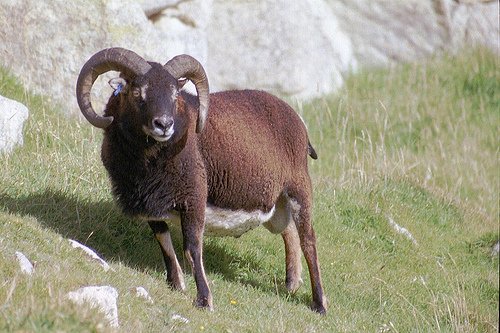
Soaywidder auf St. Kilda

St. Kilda ist Brutgebiet für viele Seevogelarten. Auf der Inselgruppe befindet sich die weltweit größte Kolonie von Basstölpeln; insgesamt leben hier mit 30.000 Paaren 24 % der weltweit bestehenden Population. Weiter gibt es 49.000 Brutpaare von Wellenläufern, knapp 90 % der europäischen Population; 136.000 Papageitaucher-Paare (30 % der Brutpopulation des Vereinigten Königreichs), und 67.000 Eissturmvogel-Paare (rund 13 % der gesamten Population im Vereinigten Königreich). Vor 1828 war St. Kilda der einzige Brutort der Eissturmvögel im Vereinigten Königreich, seitdem haben sie sich verbreitet und weitere Kolonien gegründet, etwa in Fowlsheugh bei Stonehaven in Aberdeenshire. Der letzte Riesenalk (Pinguinus impennis) der britischen Inseln wurde im Juli 1840 auf Stac an Armin erlegt.
Zwei Tiertaxa sind endemisch auf St. Kilda: Die Zaunkönig-Unterart (Troglodytes troglodytes hirtensis) und die St.-Kilda-Feldmaus (Apodemus sylvaticus hirtensis), eine Unterart der Waldmaus. Auch die St.-Kilda-Hausmaus (Mus musculus muralis) war hier endemisch, verschwand aber nach der Evakuierung der menschlichen Bevölkerung von den Inseln vollständig, da ihre Lebensgrundlage auf Siedlungen und Gebäude gründete. Sie hatte einige Züge mit der Unterart Mus musculus mykinessiensis gemeinsam, die auf der faröischen Insel Mykines lebt. Die Kegelrobbe nutzt Hirta seit der Evakuierung von 1930 als Wurfplatz.

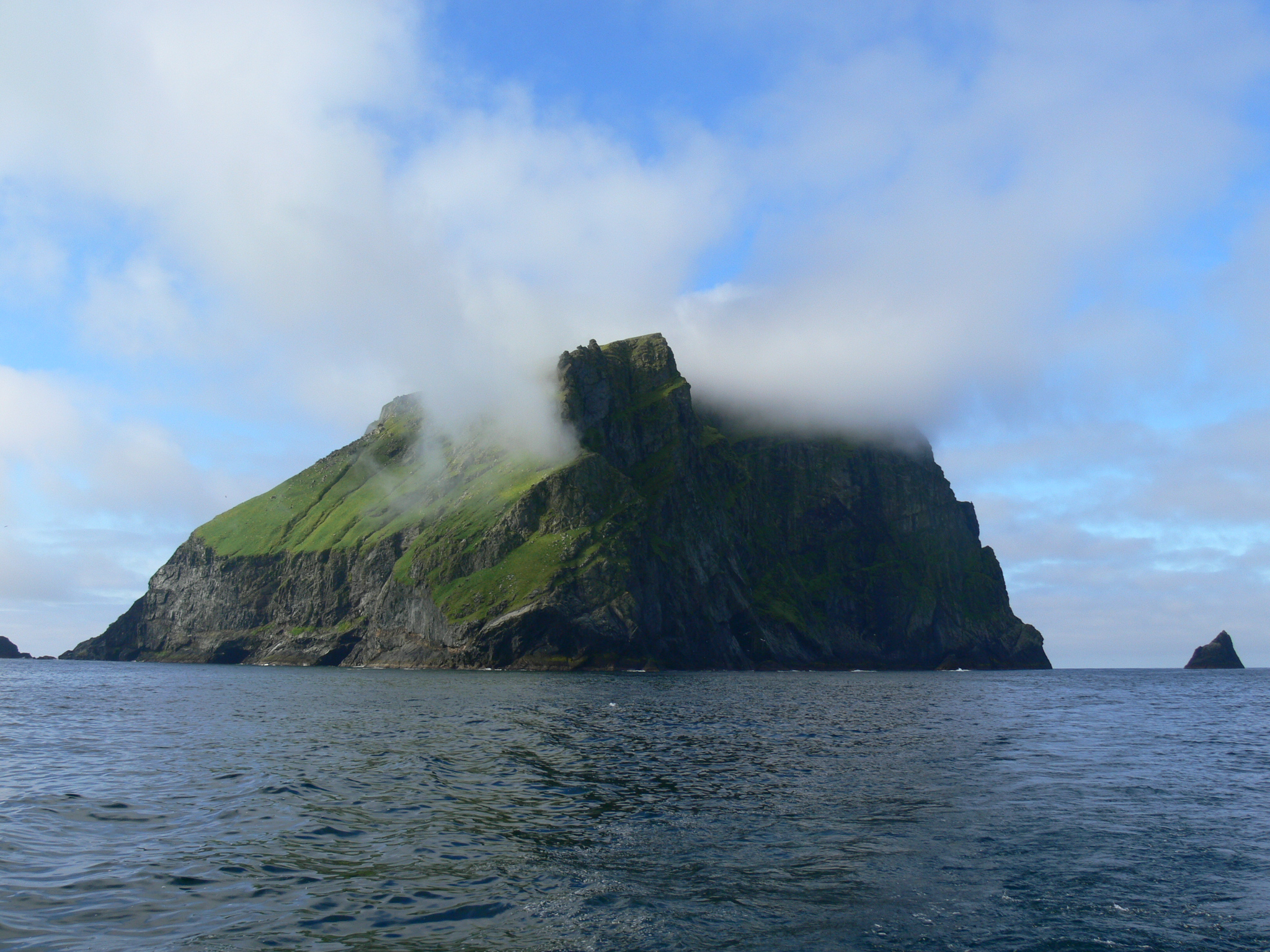
Soay im Nebel

Die Einwohner St. Kildas hielten bis zu 2000 Schafe, die in der Zeit der Evakuierung vom Archipel entfernt wurden, doch eine Herde von 107 indigenen Soayschafen wurde von Soay nach Hirta gebracht und lebt dort heute im Wildzustand. Soayschafe sind eine sehr primitive Rasse, die nicht geschoren werden muss. Auf Hirta leben zwischen 600 und 1700 der Schafe, 200 verbleiben auf Soay. Einige Individuen wurden exportiert, um in anderen Staaten Zuchtpopulationen zu bilden, wobei sie für ihre Zähigkeit und ihren relativ kleinen Wuchs geschätzt werden. Auf Hirta und Soay bevorzugen sie Wegerichweiden, die sich oft an der Brandung ausgesetzten Orten finden und auf denen der Gewöhnliche Rot-Schwingel, Strand-Wegerich und Strand-Grasnelken wachsen. Es gibt auch eine Rasse von Wildschafen auf Boreray (Boreray-Schaf), die zu den bedrohtesten britischen Schafrassen gehört.
Die Abgeschiedenheit der Inseln führte zu einer stark eingeschränkten Biodiversität. Es gibt hier nur 58 Schmetterlingsarten (im Vergleich dazu sind auf den Äußeren Hebriden 367 bekannt). Die Flora wird stark von der salzigen Gischt, starken Winden und sauren, torfigen Böden beeinflusst. Auf dem Archipel wachsen keine Bäume. Unter den 194 Flechtenarten finden sich zahlreiche Seltenheiten. Es gibt 162 verschiedene Pilze und 160 Arten Moose. Zu den mehr als 130 Blütenpflanzen gehören einige endemische Arten. 2011 wurde eine weitere entdeckt, nämlich Taraxacum pankhurstianum, ein Korbblütler. Im umgebenden Meer wächst Seetang, der von einer Vielzahl von Wirbellosen bewohnt wird.
Der Strand an der Village Bay besteht im Sommer aus Sand; im Winter zieht sich das Wasser zurück und enthüllt größere Steine, auf denen der Sand liegt. Eine Studie von 1953 fand hier nur eine einzige Spezies, die Assel Eurydice pulchra.

## Lebensweise

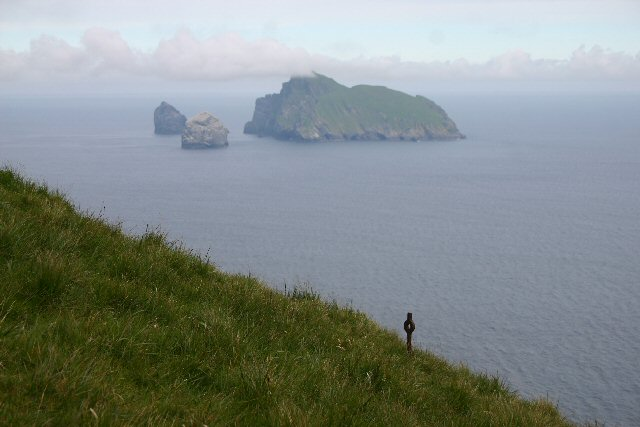
Einwohner St. Kildas kamen für ihre Steuern teilweise durch die Jagd auf Seevögel auf; Haken wie dieser ermöglichten ihnen, sich zu den Nestern abzuseilen

Das wichtigste Merkmal des Lebens auf St. Kilda war die Isolation. Als Martin Martin die Inseln 1697 besuchte, waren offene Langboote die einzige Reisemöglichkeit, was mehrere Tage und Nächte des Ruderns und Segelns über das offene Meer in Anspruch nahm und im Herbst und Winter praktisch unmöglich war. Bis zu zwölf Meter hohe Wellen brechen sich ganzjährig in der Village Bay, und die Landung auf den rutschigen Felsen kann sogar an stilleren Tagen gefährlich sein. Durch Distanz und Wetter von der Außenwelt abgeschnitten, wussten die Inselbewohner wenig vom Rest der Welt. Nach der Schlacht bei Culloden von 1746 gab es Gerüchte, Charles Edward Stuart sei mit einigen seiner wichtigsten jakobitischen Unterstützer nach St. Kilda geflohen. Ein Expeditionskorps brach auf, und nach einiger Zeit kamen britische Soldaten in Hirta an Land. Sie fanden ein verlassenes Dorf, da die Inselbewohner aus Angst vor Piraten in Höhlen im Westteil der Insel geflohen waren. Nachdem sie ihre Scheu verloren hatten, erfuhren die britischen Soldaten, dass sie nichts über den Prinzen wussten und auch von Georg II. noch nie etwas gehört hatten.
Bis ins späte 19. Jahrhundert waren die einzigen Möglichkeiten der Inselbewohner, mit dem Rest der Welt zu kommunizieren, einerseits die Entzündung eines Signalfeuers auf dem Conachair und die Hoffnung, ein vorbeifahrendes Schiff könnte es sehen, oder andererseits das „St.-Kilda-Postboot“. Das Postboot war eine Erfindung von John Sands, der die Inseln 1877 besuchte. Während seines Aufenthaltes kamen als Folge eines Schiffsunglücks neun österreichische Matrosen auf die Inseln, und im Februar begannen die Vorräte knapp zu werden. Sands befestigte eine Nachricht an einem von der Peti Dubrovacki geretteten Rettungsring und warf ihn ins Meer. Neun Tage später wurde der Rettungsring in Birsay, Orkney, gefunden und eine Rettung organisiert. Die Inselbewohner behielten die Idee bei und stellten ein Holzstück in der Form eines Bootes her, befestigten es an einer Schwimmblase aus Schafshaut und legten eine kleine Flasche oder Dose mit einer Nachricht hinein. Wenn man es bei nordwestlichen Winden ins Meer ließ, wurden zwei Drittel der Nachrichten später an der Westküste Schottlands oder auch in Norwegen gefunden.

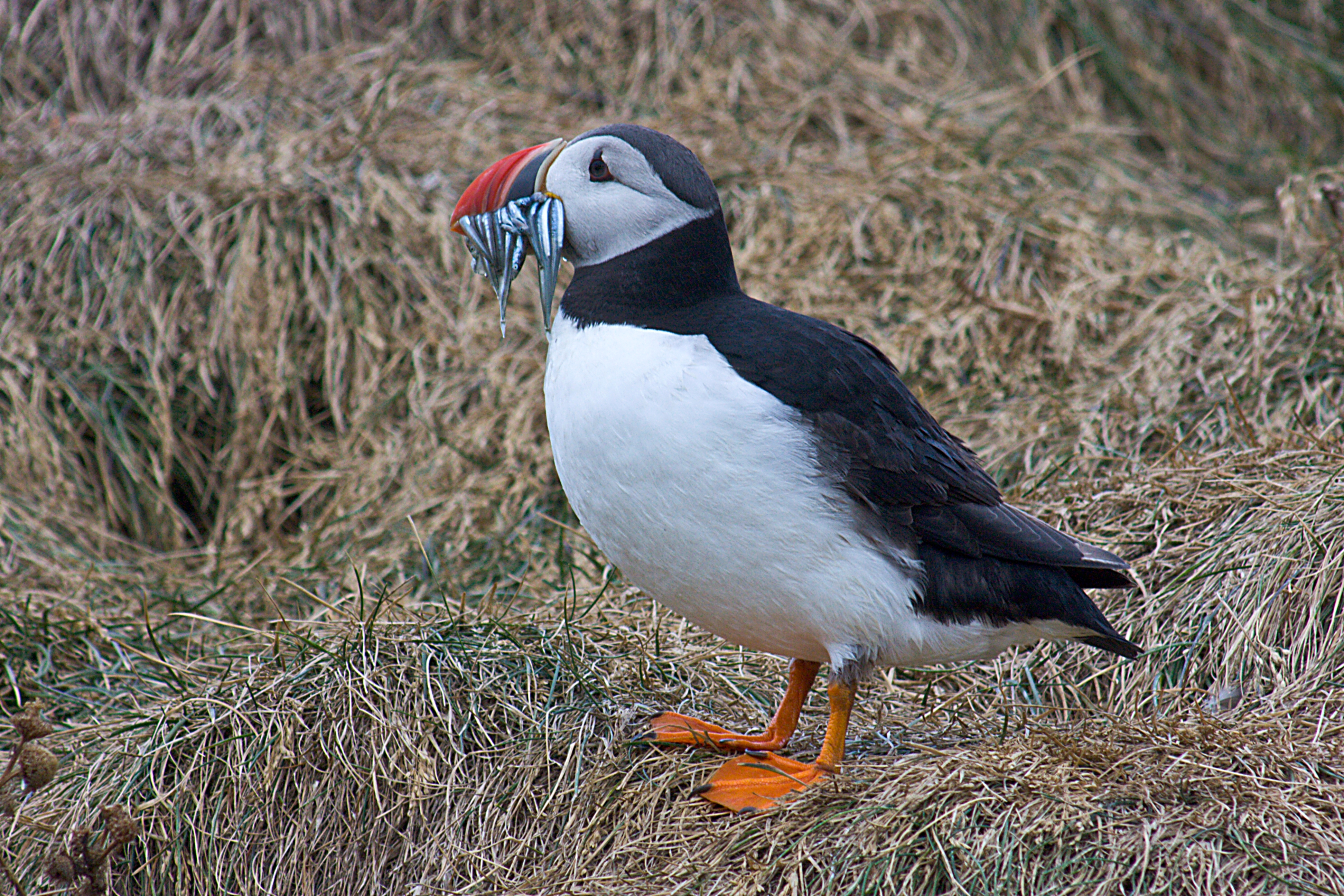
Papageitaucher (Fratercula arctica). Seevögel bildeten den Hauptteil der Ernährung der Inselbewohner.

Eine weitere Besonderheit am Leben auf St. Kilda war die Ernährung. Die Inselbewohner hielten Schafe und einige Rinder, mit Gerste und Kartoffeln konnten sie auf dem besser entwässerten Land an der Village Bay auch beschränkt Feldfrüchte anbauen. Samuel Johnson berichtete, dass im 18. Jahrhundert aus Schafmilch Käse hergestellt wurde. Fischerei spielte wegen des hohen Wellenganges und des unvorhersehbaren Wetters nur eine untergeordnete Rolle. Die Hauptstütze ihrer Nahrungsvorräte waren die zahlreichen Vögel der Inseln, besonders Basstölpel und Sturmvögel. Sie sammelten deren Eier und jagten die Jungvögel, die sowohl frisch als auch gepökelt gegessen wurden. Auch erwachsene Vögel wurden erlegt. Diese Besonderheit des Insellebens führte jedoch laut Henry Brougham dazu, dass „die Luft von einem fast unerträglichen Gestank erfüllt ist – eine Mischung aus verfaultem Fisch, allem möglichen Schmutz und stinkenden Seevögeln“. Eine Ausgrabung des Taigh an t-Sithiche (das „Haus der Feen“, siehe unten) 1877 durch Sands förderte die Überreste von Basstölpeln, Schafen, Rindern und Napfschnecken sowie verschiedene Steinwerkzeuge zu Tage. Das Gebäude ist zwischen 1700 und 2500 Jahren alt, was nahelegt, dass die Ernährung sich in den dazwischenliegenden Jahrtausenden wenig verändert hatte. Zudem wurden die Werkzeuge von den Einwohnern der Inseln erkannt und benannt, da ähnliche Gerätschaften nach wie vor verwendet wurden.
Die Vogeljagd der Einheimischen erforderte beträchtliche Kletterfähigkeiten, besonders an den steilen Felsnadeln. Eine wichtige Tradition der Inseln verlangte von den jungen Männern, beim sogenannten Mistress Stone, einer türförmigen Öffnung in den Felsen nordwestlich des Ruival über einer tiefen Einklüftung, ein Ritual zu vollziehen, um sich als heiratsfähig zu erweisen. Martin Martin schreibt:

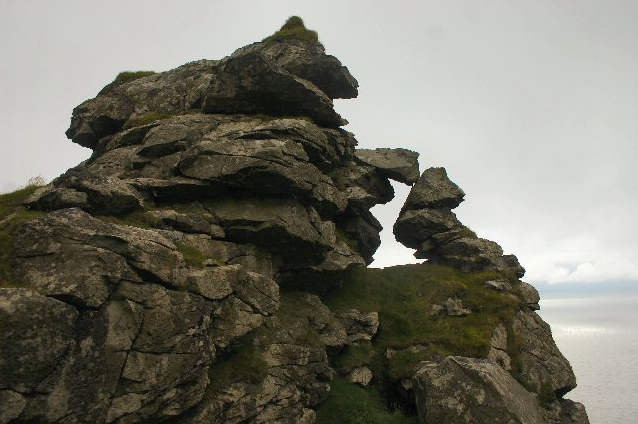
Der Mistress Stone

„Vor der Klippe, südlich der Siedlung, befindet sich der berühmte Stein, bekannt als „mistress-stone“; er gleicht einer Tür und befindet sich direkt vor dieser Klippe, die in der Senkrechte zwanzig oder dreißig Faden misst, wobei man ihre Gestalt aus einer Distanz von etwa einer Meile erkennen kann. Ein alter Brauch verpflichtet nun jeden Freier bei seiner Ehre, auf dem Sturz dieser Tür einen Beweis seiner Wertschätzung der Liebe seiner Braut zu geben, und es geht so: Er muss auf seinem linken Fuß stehen, wobei sich seine halbe Sohle über der Klippe befindet, und dann zieht er den rechten Fuß weiter nach links, und in dieser Haltung gebeugt streckt er beide Fäuste weiter in Richtung seines rechten Fußes; und nachdem er dies getan hat, hat er keinen geringen Ruf verdient und hätte von nun an der allgemeinen Meinung nach die beste Braut der Welt verdient.“

Ein weiterer wichtiger Aspekt des Lebens auf St. Kilda war das tägliche „Parlament“. Dieses Treffen wurde allmorgendlich nach den Morgengebeten in der Dorfstraße abgehalten; in seinem Verlauf bestimmten die erwachsenen Männer die Aktivitäten des Tages. Niemand hatte den Vorsitz, und alle hatten das Recht zu sprechen. Laut Steel (1988) „verbreitete die Diskussion häufig Missstimmungen, doch die Fehden wurden in der bekannten Geschichte niemals so entscheidend, dass sie eine permanente Teilung der Gemeinschaft zur Folge gehabt hätten“. Dieser Gedanke einer freien Gesellschaft beeinflusste Enric Miralles’ Vision für das neue Schottische Parlamentsgebäude in Edinburgh, das im Oktober 2004 eröffnet wurde.
Trotz der Einbußen, die die Isolation der Inselbewohner mit sich brachte, verschonte sie sie von manch anderem. Martin notierte 1697, die Einwohner schienen „glücklicher als der Großteil der Menschheit, da sie fast die einzigen Menschen auf der Welt sind, die die Süße wahrer Freiheit fühlen“, und im 19. Jahrhundert wurde ihre Gesundheit positiv mit den Zuständen anderswo auf den Hebriden verglichen. Es war keine utopische Gesellschaft; die Bewohner der Inseln hatten Holzschlösser für ihr Eigentum, und für Ordnungswidrigkeiten wurden materielle Strafen ausgesprochen. Dennoch gibt es keinen bekannten Einwohner von St. Kilda, der je an einem Krieg teilgenommen hätte oder ein ernstes Verbrechen begangen hätte.

## Geschichte

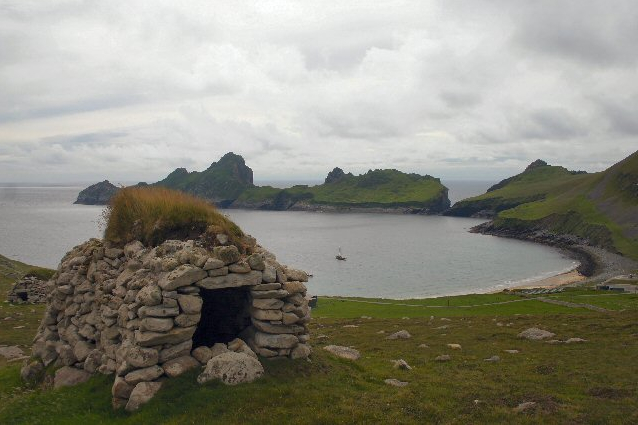
Cleit oberhalb der Village Bay

### Vorgeschichte

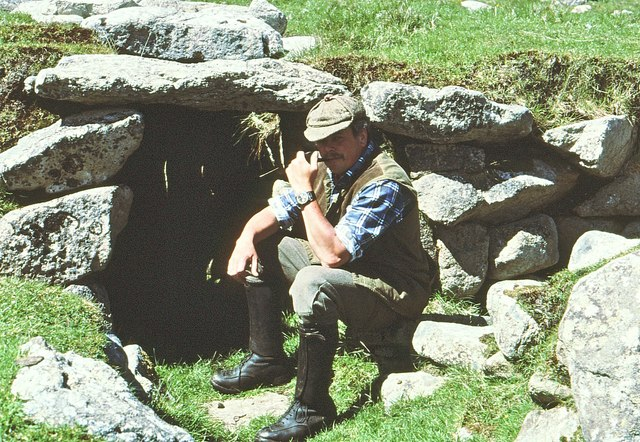
Souterraineingang auf St Kilda

Seit den 1970er Jahren ist bekannt, dass St. Kilda zwei Jahrtausende oder länger dauerhaft besiedelt war, von der Bronzezeit bis ins 20. Jahrhundert. 2005 wurden erste Beweise für eine frühere neolithische Ansiedlung entdeckt – Tonscherben von Unstan Ware, gefunden im Osten des Dorfes. Die Entdeckung eines Steinbruchs für Steinwerkzeuge am Mullach Sgar oberhalb der Village Bay führte zu Funden von zahlreichen Klingen, Mörsern und Skaillmessern aus Stein in den Cleitean der Village Bay – Lagergebäude aus Stein (siehe unten). Die gefundenen Werkzeuge stammen vermutlich ebenfalls aus dem Neolithikum.

### 14. bis 17. Jahrhundert
Die erste schriftliche Aufzeichnung über St. Kilda könnte aus dem Jahre 1202 stammen, als ein isländischer Kleriker darüber schrieb, auf „den Inseln namens Hirtir“ Schutz gesucht zu haben. Frühe Berichte erwähnten Funde von Broschen, einem Eisenschwert und dänischen Münzen. Die überdauernden nordischen Ortsnamen lassen auf eine längere Präsenz der Wikinger auf Hirta schließen, doch alle sichtbaren Beweise sind verschwunden. Die erste englischsprachige Erwähnung findet sich im späten 14. Jahrhundert, als John of Fordun „die Insel Irte, die nach übereinstimmender Meinung unter dem Circius und an den Rändern der Welt liegt“, erwähnte. Die Inseln waren historisch Teil des Einflussgebietes der MacLeods von Harris, deren Steward für die Eintreibung der Steuern in Naturalien und andere Pflichten verantwortlich war. Der erste detaillierte Bericht eines Besuchs der Inseln datiert auf das Jahr 1549, als Donald Munro anmerkte, dass „die Einwohner von dort einfache arme Leute sind, kaum bewandert in der Religion, doch M’Cloyd von Herray, sein Stewart, oder wen er mit dieser Aufgabe betraut, segelt einmal im Jahr, zu Mittsommer, mit einem Kaplan dorthin, um die Kinder zu taufen.“
Trotz dieses Kaplans enthielt die Religion der Bewohner ebenso viel Druidismus wie Christentum, bis 1822 Reverend John MacDonald nach St. Kilda kam. Macauley (1764) berichtete über die Existenz von fünf druidischen Altaren, darunter einen großen Kreis von senkrecht im Boden stehenden Steinen nahe dem Stallir House auf Boreray.
Coll MacDonald aus Colonsay überfiel 1615 Hirta, wobei er 30 Schafe sowie eine gewisse Menge Gerste stahl. In der Folge galten die Inseln als Ort des Überflusses. Zur Zeit von Martins Besuch 1697 betrug die Einwohnerzahl 180, und der Steward reiste mit einer Gruppe von bis zu 60 Personen an, wobei er „die magersten unter seinen Freunden auf den benachbarten Inseln dazu auswählte und sie von Zeit zu Zeit nach St. Kilda mitnahm, damit sie die nahrhafte und reichliche, wenn auch primitive Kost der Insel genießen, und so ihre gewohnte Kraft und Gesundheit wiedergewinnen konnten.“

### 18. und 19. Jahrhundert

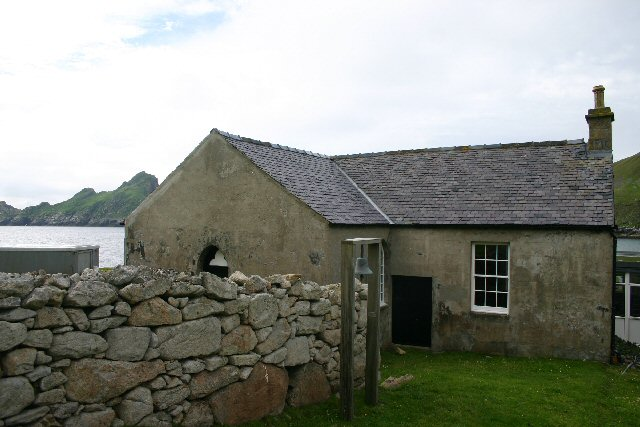
Das Schulzimmer (auf der rechten Seite des Fotos), 1884 als Anbau zur Kirche erstellt.

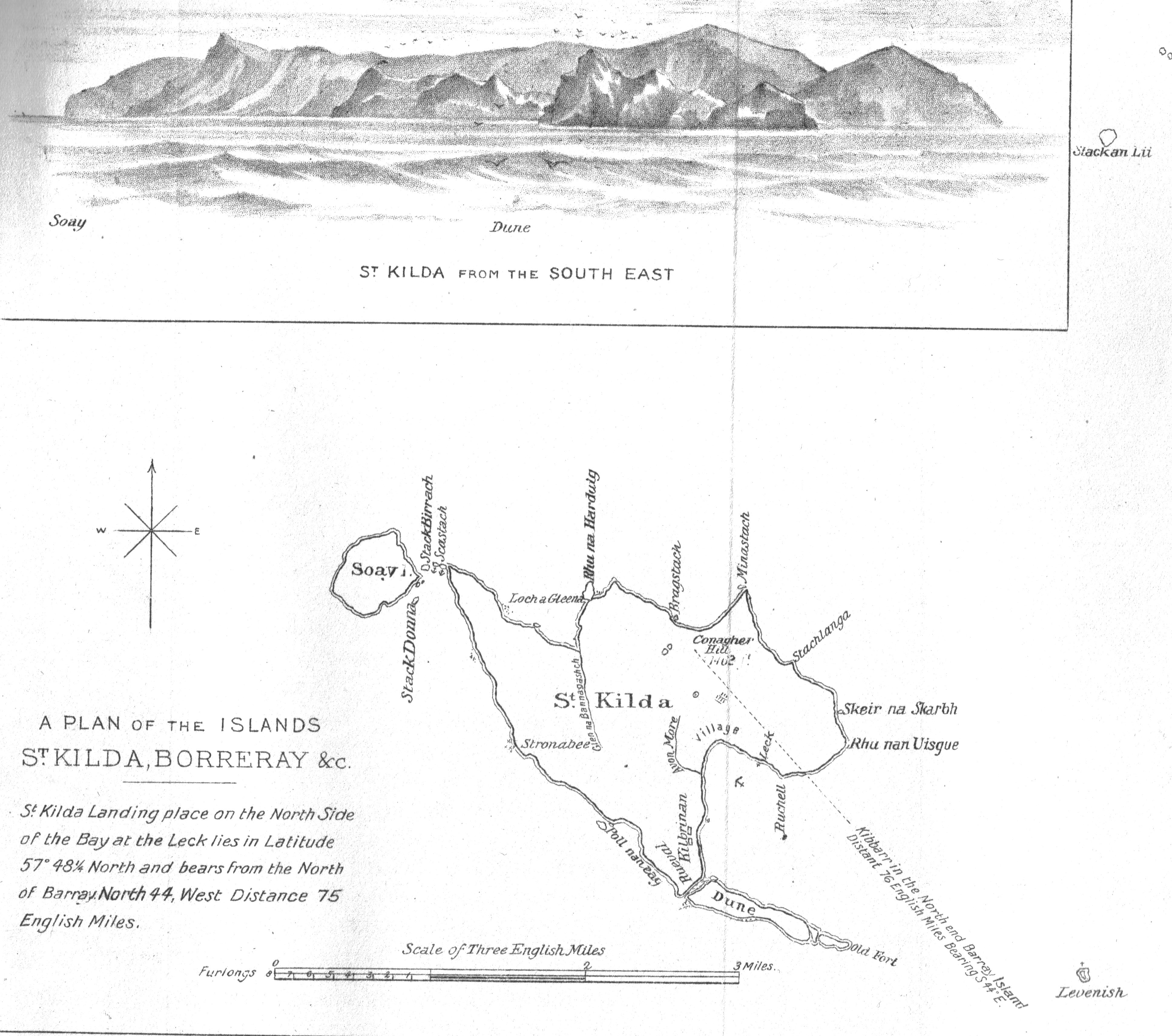
Karte und Meeresansicht von St. Kilda und Soay 1888.

Im 18. Jahrhundert brachten Schiffe, die die Inseln besuchten, Cholera und die Pocken mit sich. 1727 waren so viele Einwohner gestorben, dass die Überlebenden die Boote nicht mehr bemannen konnten, woraufhin neue Familien von Harris angesiedelt wurden, um die Toten zu ersetzen. Bis 1758 war die Bevölkerungszahl auf 88 gestiegen und erreichte am Ende des Jahrhunderts knapp 100. Diese Zahl blieb relativ konstant, bis 1851 36 Inselbewohner an Bord der Priscilla nach Australien auswanderten. Von diesem Verlust erholte sich die Insel nie mehr ganz. Die Emigration war teilweise eine Reaktion darauf, dass der Laird während der Auseinandersetzungen, die 1843 zur Gründung der Free Church of Scotland führten (der sogenannten „disruption“), über mehrere Jahre die Kirche und das Pfarrhaus geschlossen hielt.
Ein Missionar namens Alexander Buchan kam 1705 nach St. Kilda, doch trotz seines langen Aufenthaltes setzte sich die Idee einer organisierten Religion nicht durch. Dies änderte sich 1822, als Reverend John MacDonald, der „Apostel des Nordens“ eintraf. Er begann seine Missionsarbeit mit großem Eifer und hielt während seiner ersten elf Tage dreizehn lange Predigten. Er kehrte regelmäßig zurück und sammelte für die Einwohner der Inseln Geld, auch wenn er sich insgeheim an ihrem Mangel an religiösem Wissen störte. Die Einwohner selbst nahmen ihn mit Begeisterung auf und weinten, als er St. Kilda acht Jahre später endgültig verließ. Sein Nachfolger, der am 3. Juli 1830 eintraf, war Reverend Neil Mackenzie, ein Geistlicher der Church of Scotland, der die Lebensbedingungen der Einheimischen deutlich verbesserte. Er reorganisierte die Landwirtschaft auf der Insel, hatte eine wichtige Rolle im Neubau des Dorfes inne und überwachte den Bau einer neuen Kirche und eines neuen Pfarrhauses. Mit Hilfe der Gaelic School Society führten MacKenzie und seine Ehefrau ein geregeltes Bildungswesen auf Hirta ein. Sie begründeten eine Schule, in der werktäglich Lesen, Schreiben und Rechnen unterrichtet wurde, sowie eine Sonntagsschule für die religiöse Erziehung.
Mackenzie, der in der Church of Scotland geblieben war, verließ St. Kilda 1844. Obwohl er viel erreicht hatte und von den Einwohnern geschätzt wurde, entschieden sie sich im Zuge des Schismas für die Free Church. Mit der Ankunft von Reverend John Mackay, dem neuen Geistlichen der Free Church, im Jahre 1865 zeigte sich die Schwäche, die in der Abhängigkeit der Inselbewohner von inselfremden Autoritäten lag. Mackay nahm die Einhaltung der religiösen Vorschriften ungewöhnlich ernst. Er machte drei zwei- bis dreistündige Gottesdienste an jedem Sonntag zur Regel, deren Besuch praktisch verpflichtend war. 1875 bemerkte ein Besucher: „Der Sabbat war ein Tag von unerträglichem Trübsinn. Beim Klang der Glocke eilt die gesamte Herde mit kummervoller Miene und zu Boden geschlagenen Augen in die Kirche. Es wird als sündig betrachtet, nach rechts oder links zu schauen.“

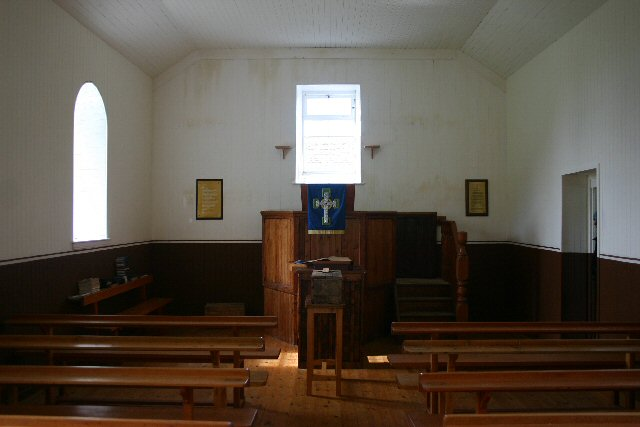
Das Innere der Kirche in Oiseabhal, St. Kilda

Die in den religiösen Versammlungen zu verbringende Zeit störte den Arbeitsalltag des Insellebens ernsthaft. Alte Frauen und Kinder, die in der Kirche zu laut waren, wurden ausgiebig gerügt und vor schrecklichen Strafen im Jenseits gewarnt. In einer Zeit der Nahrungsknappheit kam an einem Samstag ein Versorgungsschiff an, doch der Prediger verlangte, dass die Inselbewohner den Tag mit Vorbereitungen für die Kirche am Sabbat verbringen mussten, so dass die Vorräte erst am Montag an Land gebracht werden konnten. Kinder durften nicht spielen und mussten stets eine Bibel bei sich tragen. Mackay blieb 24 Jahre auf St. Kilda.
Tourismus hatte einen anderen, aber ähnlich destabilisierenden Effekt auf St. Kilda. Während des 19. Jahrhunderts begannen Dampfer Hirta anzulaufen, was es den Inselbewohnern ermöglichte, Geld durch den Verkauf von Tweed und Vogeleiern zu verdienen, sie aber auch ihrer Selbstachtung beraubte, da die Touristen sie als Kuriositäten betrachteten.
Die Säuglingssterblichkeit war sehr hoch: In den Jahren 1860–69 starben 20 von 29 Neugeborenen. Ursache war in vielen Fällen eine Tetanus-Infektion. Die Symptome der Erkrankung waren auf der Insel bereits 1764 von Macaulay beschrieben worden. Die Gründe für diese Häufung sind nicht geklärt, vermutet wird insbesondere ein Infektionseintritt über die durchtrennte Nabelschnur, die durch Verwendung unsachgemäß gesäuberter Werkzeuge und unzureichender Versorgung der Wunde begünstigt worden sein könnte. Nach Umsetzung entsprechender vorbeugender Maßnahmen ging die Kindersterblichkeit deutlich zurück; der letzte Fall eines Neugeborenentetanus wurde 1894 berichtet. Verbesserte Hilfe bei Geburten war von Reverend Mackay noch abgelehnt worden.
Um die Jahrhundertwende hielt erneut Schulunterricht auf den Inseln Einzug, und 1906 wurde die Kirche erweitert, um ein Schulhaus zu errichten. Alle Kinder lernten jetzt Englisch und Gälisch. Ab den 1880er Jahren brachten im Nordatlantik fischende Trawler durch regelmäßige Besuche zusätzlichen Handel. Über eine Evakuierung hatten die Inselbewohner bereits 1875 in der Mackay-Periode gesprochen, doch trotz gelegentlicher Nahrungsknappheiten und einer Grippeepidemie 1913 blieb die Bevölkerung stabil zwischen 75 und 80.

### Erster Weltkrieg

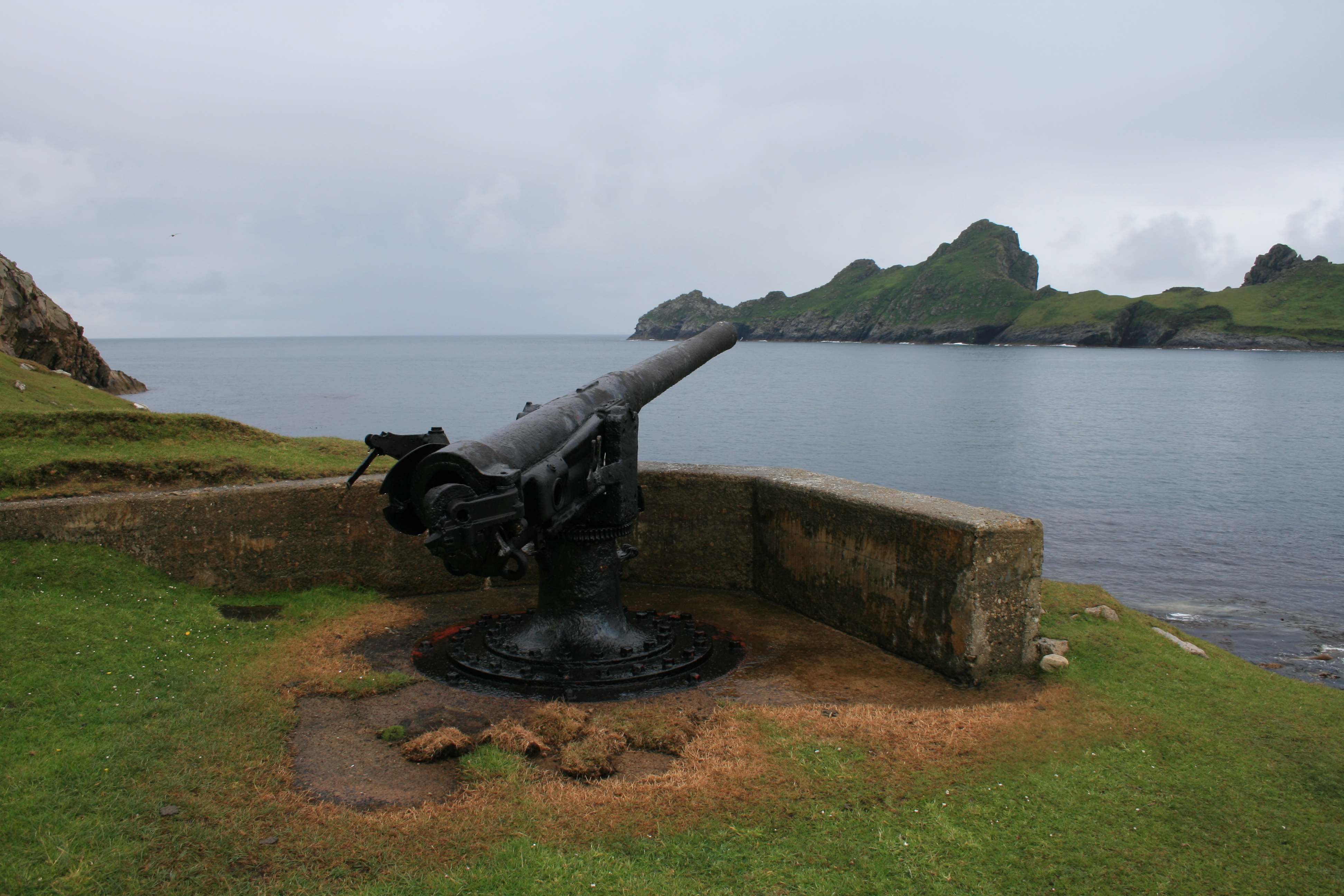
Die Marinekanone auf Hirta Richtung Dùn

Zu Beginn des Ersten Weltkriegs errichtete die Royal Navy auf Hirta eine Signalstation, und zum ersten Mal in der Geschichte St. Kildas wurde eine tägliche Kommunikation mit Großbritannien eingerichtet. Am Morgen des 15. Mai 1918 tauchte das deutsche U-Boot U 90 in der Village Bay auf und begann nach einer Warnung mit dem Bombardement der Insel. 72 Granaten wurden abgeschossen, die Funkstation zerstört und Pfarrhaus, Kirche und ein Lagerhaus am Anleger beschädigt; es kamen keine Menschen ums Leben. Ein Augenzeuge beschrieb das Bombardement: „Ich würde nicht sagen, dass es ein wirklich feindliches U-Boot war, da es jedes Haus hätte zerstören können, weil sie alle in einer Reihe standen. Sie wollten nur den Besitz der Admiralität. Ein Lamm wurde getötet… alles Vieh lief von einer Seite der Insel zur anderen, als es die Explosionen hörte.“
Als Antwort auf diese Attacke wurde eine Mark-III-QF-Kanone auf einem Vorsprung über der Village Bay aufgebaut, die jedoch nie zum Einsatz kam. Von größerer langfristiger Bedeutung für die Inselbevölkerung waren die Einführung regelmäßigen Kontakts mit der Außenwelt und die langsame Entwicklung einer geldbasierten Wirtschaft. Dies machte das Leben für die Bewohner St. Kildas einfacher, schränkte aber auch ihre Selbstversorgung ein. Beides waren Faktoren für die Evakuierung der Insel wenig mehr als ein Jahrzehnt später.

### Evakuierung

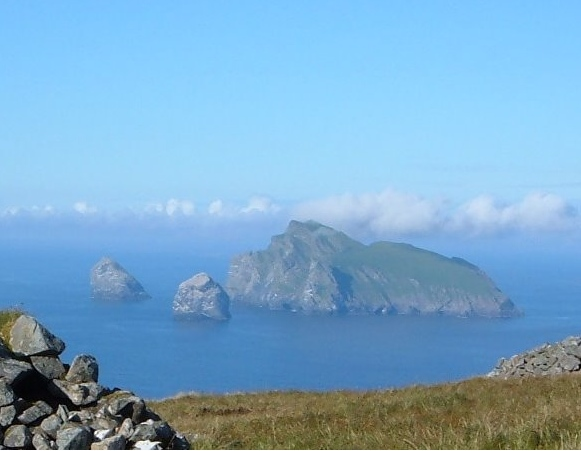
Boreray, Stac Lee und Stac an Armin (links) vom Conachair gesehen

Zahlreiche Faktoren führten zur Evakuierung. Die Inselbewohner hatten jahrhundertelang in relativer Isolation gelebt, bis Tourismus und die Präsenz des Militärs im Ersten Weltkrieg dazu führten, dass sie Alternativen zu den Entbehrungen suchten, die sie zuvor als normal in Kauf genommen hatten. Die Veränderungen, die Besucher im 19. Jahrhundert auf St. Kilda einleiteten, entfremdeten die Bewohner von dem Leben, das ihren Vorfahren erlaubt hatte, in dieser Umgebung zu überleben. Obwohl 1902 ein kleiner Anleger gebaut wurde, blieb die Bevölkerung St. Kildas vom Wetter abhängig.
Nach dem Ersten Weltkrieg verließen die meisten jungen Männer die Insel, und die Bevölkerungszahl sank von 73 (1920) auf 37 (1928). Auf den Tod von vier Männern durch Grippe im Jahr 1926 folgte eine Reihe von Missernten. Untersuchungen des kultivierten Bodens durch die University of Aberdeen zeigten, dass es Kontaminationen durch Blei und andere Schadstoffe gab, verursacht durch den Gebrauch von Seevogelaas und Torfasche als Dünger. Dies geschah über einen längeren Zeitraum, da die Düngung intensiver wurde, und könnte ebenfalls ein auslösender Faktor der Evakuierung gewesen sein. Der Tod der jungen Mutter Mary Gillies durch Blinddarmentzündung im Mai 1930 trug dazu bei, dass die Bewohner um eine Evakuierung baten. Der Secretary of State for Scotland konsultierte die Bewohner und akzeptierte das Gesuch. Am 29. August 1930 wurden die verbliebenen 36 Bewohner nach Morvern auf dem schottischen Festland evakuiert. Das Vieh war bereits zwei Tage zuvor mit einem anderen Boot geholt worden, während die Hütehunde ertränkt wurden.

„Der Morgen der Evakuierung schien einen perfekten Tag zu versprechen. Die Sonne erhob sich aus einer ruhigen und glänzenden See und wärmte die eindrücklichen Klippen des Oiseval… Die Tradition befolgend ließen die Inselbewohner in jedem Haus eine Bibel und einen kleinen Haufen Hafer zurück, verschlossen alle Türen und gingen um 7 Uhr morgens an Bord der Harebell… Sie sollen während der ganzen Operation fröhlich geblieben sein. Doch als sich der lange Ausleger von Dun dem Horizont näherte und die altbekannten Umrisse der Insel schwanden, wurde die Trennung einer alten Verbindung Wirklichkeit, und die St. Kildaer gaben ihren Tränen nach.“

John Crichton-Stuart kaufte 1931 Reginald MacLeod die Inseln ab. In den darauf folgenden 26 Jahren blieben die Inseln weitgehend unberührt, bis auf gelegentliche Touristen im Sommer oder eine zu einem Besuch heimkehrende Familie ehemaliger Inselbewohner. Mit der Evakuierung wurde auch die dort seit 1900 bestehende Postagentur geschlossen. Die Eigentümer der Insel gaben in der Folgezeit Privatpost-Briefmarken mit dem Aufdruck St. Kilda heraus, die aber wohl praktisch kaum eingesetzt werden konnten und wurden. Auf Dunvegan Castle, dem Stammsitz der MacLeods auf Skye, dokumentiert heute eine kleine Ausstellung mit Fotos und Alltagsgegenständen das Leben der ehemaligen Bewohner von St. Kilda.
Im April 2016 starb im schottischen Clydebank die letzte überlebende Bewohnerin, die noch auf der Insel geboren worden war.

### Spätere militärische Entwicklungen

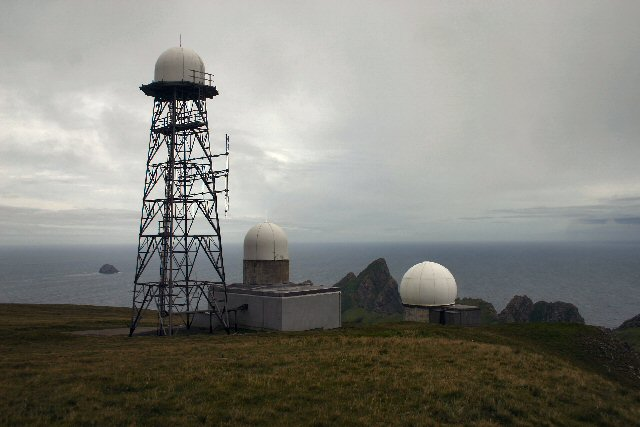
Zielerfassungsturm am Mullach Sgar

Die Inseln hatten im Zweiten Weltkrieg keine Bedeutung und waren in dieser Zeit verlassen. Es ereigneten sich jedoch drei Flugzeugabstürze. Eine in Port Ellen auf Islay stationierte Beaufighter stürzte in der Nacht vom 3. auf den 4. Juni 1943 100 Meter unterhalb des Gipfels in den Conachair. Ein Jahr später wurde ein Short-Sunderland-Flugboot kurz vor Mitternacht am 7. Juni 1944 beim Gipfel des Gleann Mòr zerstört. Eine kleine Plakette in der Kirche gedenkt jener, die bei diesem Absturz ums Leben kamen. Eine Wellington stürzte 1943 an der Südküste Soays ab. Erst 1978 wurde ein offizieller Versuch unternommen, das Wrack zu untersuchen, und seine Identität ist bis heute nicht vollständig geklärt.
1955 entschied die britische Regierung, St. Kilda in ein Raketenabschussgelände auf Benbecula zu integrieren, wo Testabschüsse und Flüge durchgeführt werden. Aus diesem Grund wird St. Kilda seit 1957 wieder permanent bewohnt. Verschiedene militärische Gebäude und Masten wurden seither errichtet, darunter auch der erste Gastronomiebetrieb der Inseln, das Puff Inn. Das Ministry of Defence mietet St. Kilda vom National Trust for Scotland für einen nominellen Betrag. Die Hauptinsel Hirta wird noch immer ganzjährig von einer kleinen Anzahl Zivilisten bewohnt, die in der Militärbasis arbeiten. Heute kann die Insel grundsätzlich für touristische Zwecke besucht werden, entweder privat mit der Yacht oder über organisierte Touren von der Isle of Skye aus. Es steht ein einfacher Campingplatz mit Waschräumen zur Verfügung, der früher oft tolerierte Zugang zu den Einrichtungen des Militärs, wie beispielsweise dem „Puff Inn“, ist mit verschärfter Sicherheitslage nicht mehr möglich. In den letzten Jahren wurde die Insel in begrenztem Rahmen touristisch erschlossen, so wurde beispielsweise die Kirche restauriert und ein Museum eingerichtet. Mit Ausbruch der Coronavirus-Pandemie wurde der Zugang zu St. Kilda eingeschränkt. Im Jahr 2024 betrug die Besucherzahl etwa 4.000 Personen.

## Naturschutz
Nach dem Tod des Vorbesitzers am 14. August 1956 fiel die Inselgruppe durch dessen Testament an den National Trust for Scotland, sofern dieser das Angebot innerhalb von sechs Monaten annähme. Nach einigem Zögern stimmte das Exekutivkomitee im Januar 1957 zu. Die langwierige Instandsetzung und Erhaltung des Dorfes begann, vieles davon mit Hilfe von Freiwilligengruppen im Sommer. Zusätzlich begann die wissenschaftliche Forschung an der Population der wilden Soay-Schafe und anderen Aspekten des Naturraumes. 1957 wurde das Gebiet zu einem nationalen Naturschutzgebiet erklärt.
Die UNESCO erklärte die Inseln 1986 aufgrund ihrer natürlichen Besonderheiten zur ersten schottischen Welterbestätte. 2004 dehnte sie die Welterbestätte aus, um neben den Inseln selbst auch einen Teil des umgebenden Meeresraums aufzunehmen. 2005 wurde St. Kilda zudem eine von rund zwei Dutzend Stätten weltweit, die den Status einer Welterbestätte sowohl für natürliche als auch für kulturelle Besonderheiten tragen.
Die Welterbestätte St. Kilda nimmt eine Fläche von 24.201,4 Hektar ein. Die Landfläche nimmt 854,6 Hektar ein.
St. Kilda ist Teil einer Reihe weiterer Schutzsysteme. Neben einigen britischen Auszeichnungen sind die Inseln auch ein Europäisches Vogelschutzgebiet. Yachten dürfen in der Village Bay ankern, doch Besucher, die an Land gehen möchten, sollten vorher den National Trust for Scotland kontaktieren. Es bestehen Bedenken über die mögliche Einschleppung fremder Tier- und Pflanzenspezies in den relativ fragilen Naturraum der Inseln. 2023 betrug die Besucherzahl etwa 3.000 Personen.
St. Kildas Meeresnatur mit Unterwasserhöhlen, -bögen und -spalten bietet eine herausfordernde, aber vielversprechende Tauchumgebung. Der Seegang des Atlantik ist stark genug, um den Effekt der Wellen noch bis zu 70 Meter unter der Wasseroberfläche zu spüren. 2008 half der schottische Umweltminister Michael Russell dem National Trust for Scotland, die Einschleppung von Ratten von Bord der Spinningdale zu verhindern, einem auf Hirta gestrandeten Fischerboot. Es gab Bedenken, das Vogelleben der Insel könnte ernsthaft in Mitleidenschaft gezogen werden. Die niederländische Abfallverwertungsfirma Mammoet entfernte vor der Vogelbrutsaison Anfang April erfolgreich potenziell kontaminierende Stoffe vom Schiff wie Kraftstoff, Öle, Köder und Vorräte.

## Architektur

### Prähistorische Gebäude

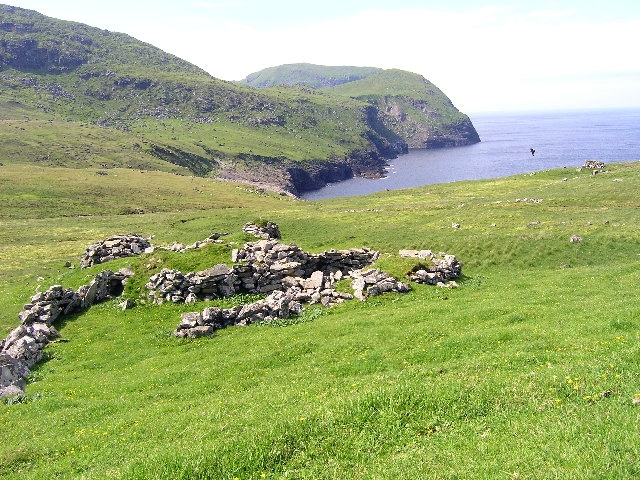
Ruinen im Gleann Mòr

Die ältesten Strukturen auf St. Kilda sind die rätselhaftesten. Große Schafspferche liegen im Landesinneren beim in der An Lag Bho’n Tuath („Die Senke im Norden“) bestehenden Dorf und enthalten seltsame „stiefelförmige“ Steinringe. Bodenproben legen ein Datum um 1850 vor Christus nahe. Sie sind nur auf St. Kilda zu finden und ihr Zweck ist unbekannt. Im Gleann Mòr (nordwestlich der Village Bay jenseits von Hirtas zentralem Bergrücken) befinden sich 20 „gehörnte Strukturen“, im Wesentlichen zerstörte Gebäude mit einem 3 × 3 m großen Hof, mindestens zwei kleineren Zellen und einem Vorhof, der von zwei gebogenen oder hornförmigen Wänden gebildet wird. Auch hier lässt sich in Großbritannien oder Europa nichts Vergleichbares finden, und der Originalzweck der Strukturen ist unbekannt. Im Gleann Mòr befindet sich weiterhin das Taigh na Banaghaisgeich, das „Haus der Amazone“. Wie Martin (1703) berichtete, gab es viele Geschichten über eine Kriegerin.

„Diese Amazone ist in ihren Traditionen bekannt: ihr Haus oder Milchhof aus Stein besteht noch immer; einige Einheimische wohnen dort im Sommer, obwohl das Gebäude etwa hundert Jahre alt ist; das Ganze ist aus Stein gebaut, ganz ohne Holz, Kalk, Erde oder Mörtel, um es zusammenzuhalten, und es ist rund und nach oben hin pyramidenartig gebaut, mit einem Abzug, da das Feuer immer in der Mitte des Bodens ist; die Steine sind lang und dünn, was das fehlende Holz ausgleicht, das Innere des Hauses beherbergt nicht mehr als neun sitzende Menschen; es gibt drei Betten oder niedrige Einwölbungen, die in die Wand hineinführen, eine Säule zwischen jedem Bett, die je fünf Männer aufnehmen können; am Eingang zu einer dieser niedrigen Einwölbungen findet sich an einem Ende ein feststehender Stein; darauf, sagt man, legte sie gewöhnlich ihren Helm; es gibt zwei Steine auf der anderen Seite, auf die sie angeblich ihr Schwert legte: sie soll sehr süchtig nach der Jagd gewesen sein, und in ihrer Zeit soll das ganze Gebiet zwischen dieser Insel und jener von Harries ein fortlaufender Streifen trockenen Landes gewesen sein.“

Ähnliche Geschichten von einer Kriegerin, die auf dem mittlerweile versunkenen Land zwischen den Äußeren Hebriden und St. Kilda jagte, sind von Harris bekannt. Der Vorhof der Struktur ähnelt den anderen „gehörnten Strukturen“ in der direkten Umgebung, doch wie Martins Amazone ist sein ursprünglicher Zweck eher Sagenstoff als ein archäologischer Fakt.
Von den Hunderten einzigartiger Cleitean, die über die Inselgruppe verteilt sind, ist mehr bekannt. Diese kuppenförmigen Strukturen bestehen aus flachen Felsbrocken mit einem Abschluss aus Torf. Dies ermöglicht dem Wind, durch Hohlräume hindurchzuwehen, hält aber Regen draußen. Sie wurden zur Aufbewahrung von Torf, Netzen, Getreide, konserviertem Fleisch und Eiern, Dünger und Heu benutzt, im Winter auch als Unterstand für Lämmer. Das Ursprungsdatum dieser Erfindung der Inselbewohner ist unbekannt, doch waren sie seit prähistorischen Zeiten bis zur Evakuierung 1930 permanent in Gebrauch. Auf Hirta gibt es noch mehr als 1200 zerstörte oder intakte Cleitean, und weitere 170 auf den Nachbarinseln. Haus Nummer 16 im modernen Dorf weist ein in die Vorderwand gebautes frühchristliches Steinkreuz auf, das aus dem 7. Jahrhundert stammen könnte.

### Mittelalterliches Dorf

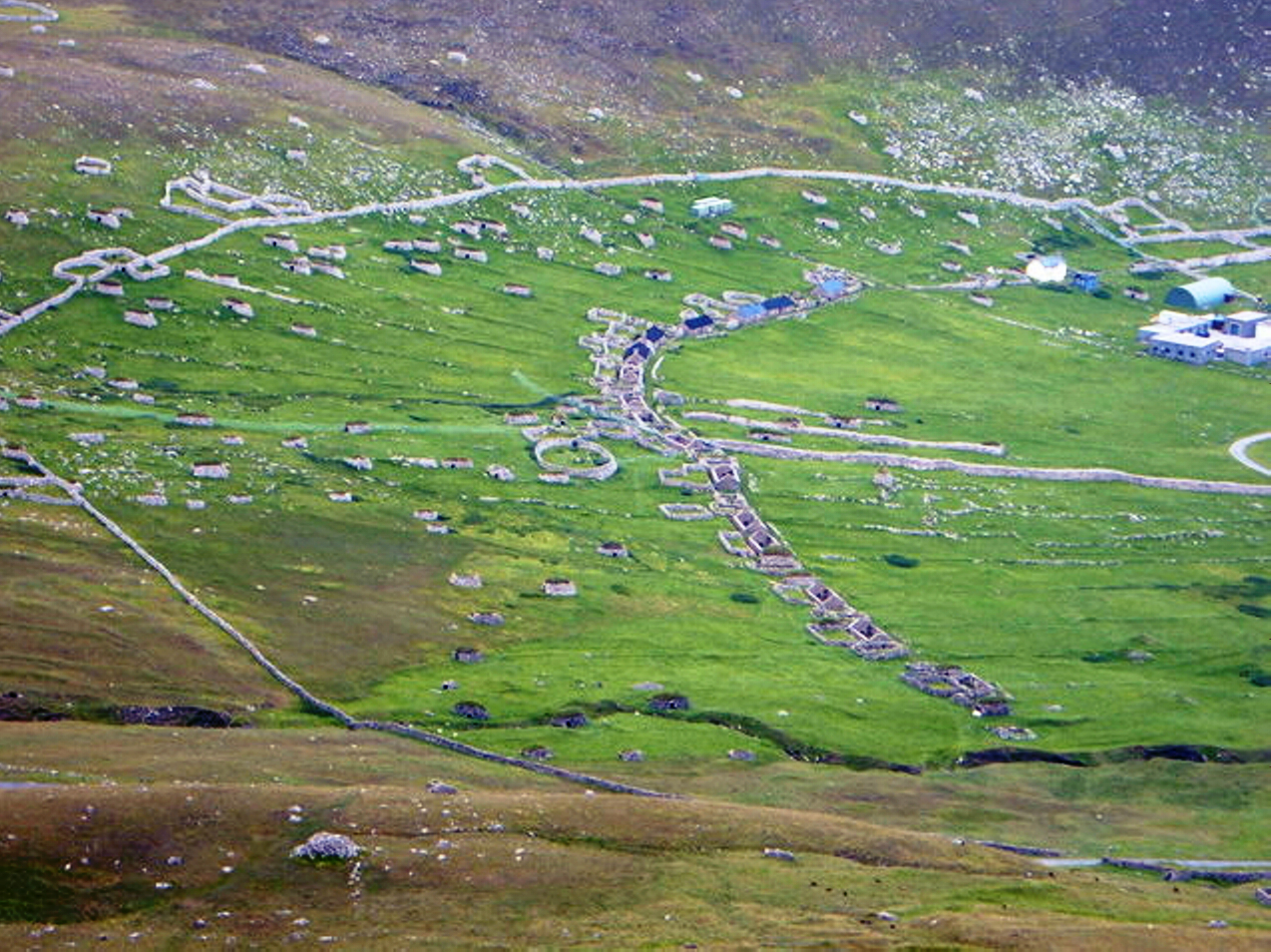
Das Dorf. Links oben der Tobar Childa, in der Mitte die Street aus dem 19. Jahrhundert und rechts die neue Militärbasis. Die gesamte Siedlung ist von der Umfassungsmauer aus dem 19. Jahrhundert umgeben.

Beim Tobar Childa lag ein mittelalterliches Dorf, etwa 350 Meter von der Küste entfernt, am Fuß der Hänge des Conachair. Das älteste Gebäude ist ein unterirdischer Durchgang mit zwei kleinen Anbauten namens Taigh an t-Sithiche („Haus der Feen“) und stammt aus der Periode zwischen 500 v. Chr. und 300 n. Chr. Die Inselbewohner glaubten, es sei ein Haus oder ein Versteck gewesen, obwohl eine jüngere Theorie vorschlägt, es habe sich um einen Eiskeller gehandelt.
Weiterhin verbleiben weitläufige Ruinen von Feldmauern und Cleitean sowie die Überbleibsel eines mittelalterlichen „Hauses“ mit einem bienenstockförmigen Anbau. In der Nähe befindet sich das „Bull’s House“, eine dachlose, rechteckige Struktur, in der der Bulle der Insel im Winter gehalten wurde. Tobar Childa selbst wird durch zwei Quellen direkt außerhalb der umgebenden Mauer versorgt. Die Mauer wurde um das Dorf gebaut, um Schafe und Rinder daran zu hindern, sich Zugang zu den kultivierten Flächen im Inneren zu verschaffen. Insgesamt gab es etwa 25 bis 30 Häuser. Die meisten davon waren Black Houses von typisch hebridischer Gestaltung, doch einige ältere Gebäude bestanden aus ausgekragtem Stein und waren mit Torf statt mit Stroh gedeckt. Der Torf wurde verwendet, um Wind und Regen draußen zu halten. Die älteren bienenstockförmigen Gebäude gleichen eher grünen Hügeln als Gebäuden.

### Jüngere Gebäude

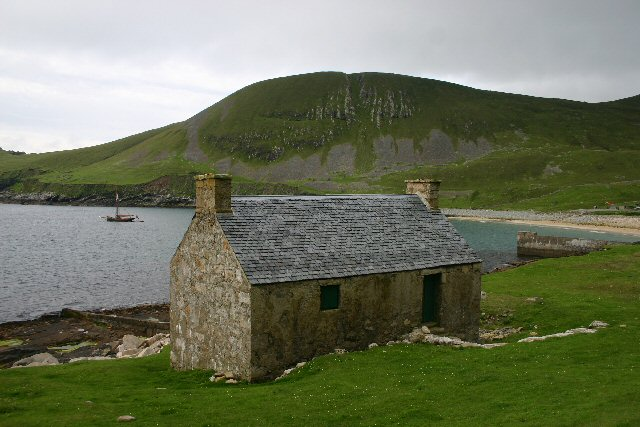
Der Feather Store, wo die Federn von Eissturmvögeln und Tölpeln aufbewahrt und zur Zahlung der Abgaben verkauft wurden

Eine weitere Ruine auf Hirta ist jene von „Lady Grange’s House“. Lady Grange war 25 Jahre lang mit dem Jakobitensympathisanten James Erskine of Grange verheiratet gewesen, als er entschied, sie habe vermutlich zu viele seiner Hochverratspläne mitgehört. Er ließ sie entführen und sechs Monate lang in Edinburgh gefangen halten. Von dort aus wurde sie auf die Monach Islands gebracht, wo sie zwei Jahre lang lebte, während er die Geschichte ihres Todes verbreitete und ihre Beerdigung vorbereitete. Von 1734 bis 1742 wurde sie auf Hirta gefangen gehalten, das sie als „eine abscheuliche, hässliche, stinkende, armselige Insel“ bezeichnete. Nach einem missglückten Rettungsversuch brachte Erskine sie auf die Insel Skye, wo sie später starb. Ihr Haus ist ein großer Cleit in der Nähe des Dorfes.
Boswell und Johnson diskutierten das Thema 1773 auf ihrer Reise durch die Hebriden. Boswell schrieb: „Nach dem Abendessen sprachen wir heute über die außergewöhnliche Tatsache, dass Lady Grange nach St. Kilda geschickt wurde und dort für mehrere Jahre gefangen gehalten wurde, ohne irgendwelche Rettungsmittel. Dr. Johnson sagte, wenn M’Leod bekannt machte, er habe solch einen Ort für ungezogene Damen, er könne die Inseln sehr profitabel werden lassen.“
Die umgebende Mauer wurde 1834 gebaut, als das mittelalterliche Dorf verlassen und eine neue Siedlung etwa 200 Meter weiter hangabwärts zwischen Tobar Childa und dem Meer geplant wurde. Dies war ein Resultat des Besuches der Inseln durch Thomas Dyke Acland, den Unterhausabgeordneten für Devon. Erschüttert von den primitiven Bedingungen, machte er eine Spende, die zum Bau eines vollständig neuen Dorfes mit 30 Black Houses führte. Diese Häuser hatten dicke Trockenmauern und Torfdächer. Typischerweise hatten sie je nur ein kleines Fenster und eine kleine Öffnung zum Rauchabzug vom Torffeuer, das in der Mitte des Raumes brannte. Als Folge war das Innere rußgeschwärzt. Im Winter bewohnte das Vieh eine Hälfte des Hauses. Bei einem schweren Sturm im Oktober 1860 wurden mehrere dieser Häuser beschädigt und nur so weit wieder hergerichtet, dass sie danach nur noch als Ställe benutzt werden konnten. Laut Alasdair MacGregors Analyse der Siedlung wurden die sechzehn modernen Häuser mit Zinkdach zwischen den Black Houses und dem neuen Haus des Grundverwalters um 1862 gebaut.

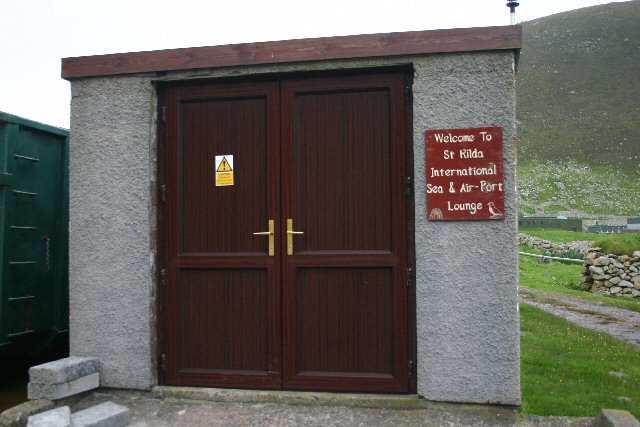
Diese „International Sea & Airport Lounge“ befindet sich beim Helipad und dem Bootlandungssteg.

In den 1860er Jahren wurde erfolglos versucht, durch Sprengung von Felsen die Anlandungsmöglichkeiten zu verbessern. 1877 entstand ein kleiner Landungssteg, doch dieser wurde bereits zwei Jahre später von einem Sturm weggespült. 1883 empfahl die Napier-Kommission, die den Lebensstandard der Bewohner abgelegener schottischer Gegenden untersuchte, den Bau eines Ersatzes. Doch es dauerte noch bis 1901, bis ein Ingenieur auf die Insel kam, um einen neuen Landungssteg zu ermöglichen, der im folgenden Jahr fertiggestellt wurde.
Es gab einst drei Kirchen auf Hirta. Die strohgedeckte Christkirche auf dem Friedhof im Zentrum des Dorfes war die größte, doch das Gebäude war zu klein, um die gesamte Bevölkerung aufzunehmen, und die Gemeinde musste sich während der Gottesdienste auf dem Kirchhof versammeln. Die Kirche St. Brendan befand sich über einen Kilometer weit entfernt an den Hängen des Ruival, und St. Kolumban am Westende der Dorfstraße, doch von diesen Gebäuden ist nicht viel erhalten geblieben. Am Ostende des Dorfes wurden 1830 eine neue Kirche und ein neues Pfarrhaus errichtet; dazu kam 1860 das Haus des Verwalters.

### Gebäude auf anderen Inseln

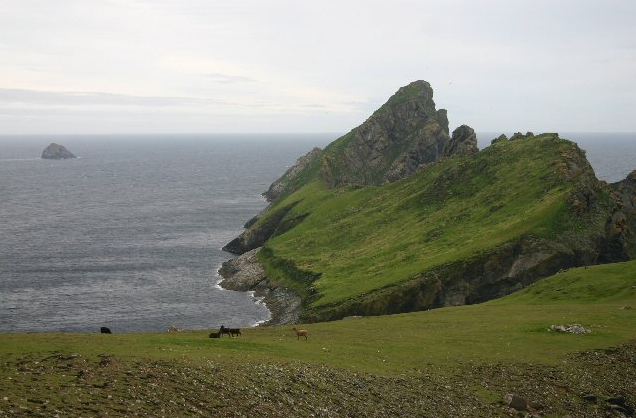
Dùn von Ruival auf Hirta aus gesehen mit Stac Levenish links im Hintergrund

Dùn bedeutet „Festung“, doch auf der Insel findet sich nichts weiter als eine zerstörte Wand, deren zugehöriges Gebäude vor langer Zeit von den Firbolg gebaut worden sein soll. Die einzige „Behausung“ ist Sean Taigh („altes Haus“), eine natürliche Höhle, die manchmal von den Inselbewohnern als Schutz genutzt wurde, wenn sie die Schafe weideten oder Vögel fingen.
Auf Soay findet sich eine primitive Hütte namens Taigh Dugan („Dugans Haus“). Die Struktur ist wenig mehr als ein künstliches Loch unter einem riesigen Stein mit zwei einfachen Wänden auf den Seiten. Die Geschichte von der Erstellung erzählt von zwei Schafe stehlenden Brüdern von Lewis, die lediglich nach St. Kilda kamen, um dort weiteren Ärger zu verursachen. Dugan wurde nach Soay exiliert, wo er starb; der andere namens Fearchar Mòr wurde nach Stac an Armin geschickt, wo er sein Leben so unerträglich fand, dass er sich ins Meer stürzte.
Boreray weist die Cleitean MacPhàidein auf, eine Ansammlung von Cleitean bestehend aus drei kleinen, während Vogeljagdzügen regelmäßig genutzten Schutzhütten. Ebenso finden sich hier die Ruinen des Taigh Stallar („das Haus des Verwalters“), das dem Haus der Amazone im Gleann Mòr ähnelte, obgleich es etwas größer war, und sechs eingekerbte Schlafstätten hatte. Der lokalen Überlieferung nach wurde es vom „Felsenmann“ gebaut, der eine Revolte gegen den Verwalter des Inselbesitzers führte. Es ist möglicherweise ein Beispiel für ein eisenzeitliches Wheelhouse. Als Resultat eines Pockenausbruchs auf Hirta wurden dort 1724 drei Männer und acht Jungen bis zum folgenden Mai in Quarantäne gehalten. Auf Stac an Armin gibt es 78 Lager cleitean und eine kleine Schutzhütte. Auch auf dem steilen Stac Lee gibt es eine von Vogeljägern genutzte Schutzhütte.

## Darstellungen in Dokumentarfilm und Kunst

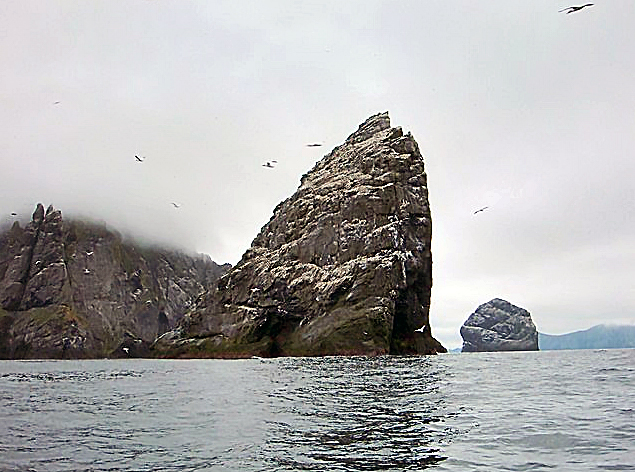
Stac an Armin mit Boreray links und Stac Lee rechts im Hintergrund

### Film
Paul Robello und Bobbie Mann führten Regie für den 1928 uraufgeführten Stummfilm St. Kilda – Britanniens einsamste Insel (St Kilda – Britain’s Loneliest Isle, GB 1928, 35 mm, 328 m, 16 fps, 18 min), eine Produktion, die die Glasgower Fährgesellschaft in Auftrag gegeben hatte, die zwischen Glasgow und St. Kilda verkehrte. Der 18 Minuten lange Film zeigt dokumentarische Szenen mit Einwohnern St. Kildas. Der Film ist erhalten und wurde während der Internationalen Stummfilmtage 2010 in Bonn aufgeführt.
Michael Powell produzierte 1937, nachdem er von der Evakuierung St. Kildas erfahren hatte, den Film The Edge of the World über die Gefahr der Inselentvölkerung. Der Film wurde jedoch nicht auf St. Kilda gedreht, sondern auf Foula, einer der Shetlandinseln.
1982 entstand unter dem schottischen Filmmacher Bill Bryden der vom Channel 4 bezahlte Film Ill Fares The Land über die letzten Jahre vor der Evakuation auf St. Kilda.
Britain’s Lost World, eine dreiteilige BBC-Dokumentationsserie über St. Kilda, wurde ab dem 18. Juni 2008 ausgestrahlt.

### Theater

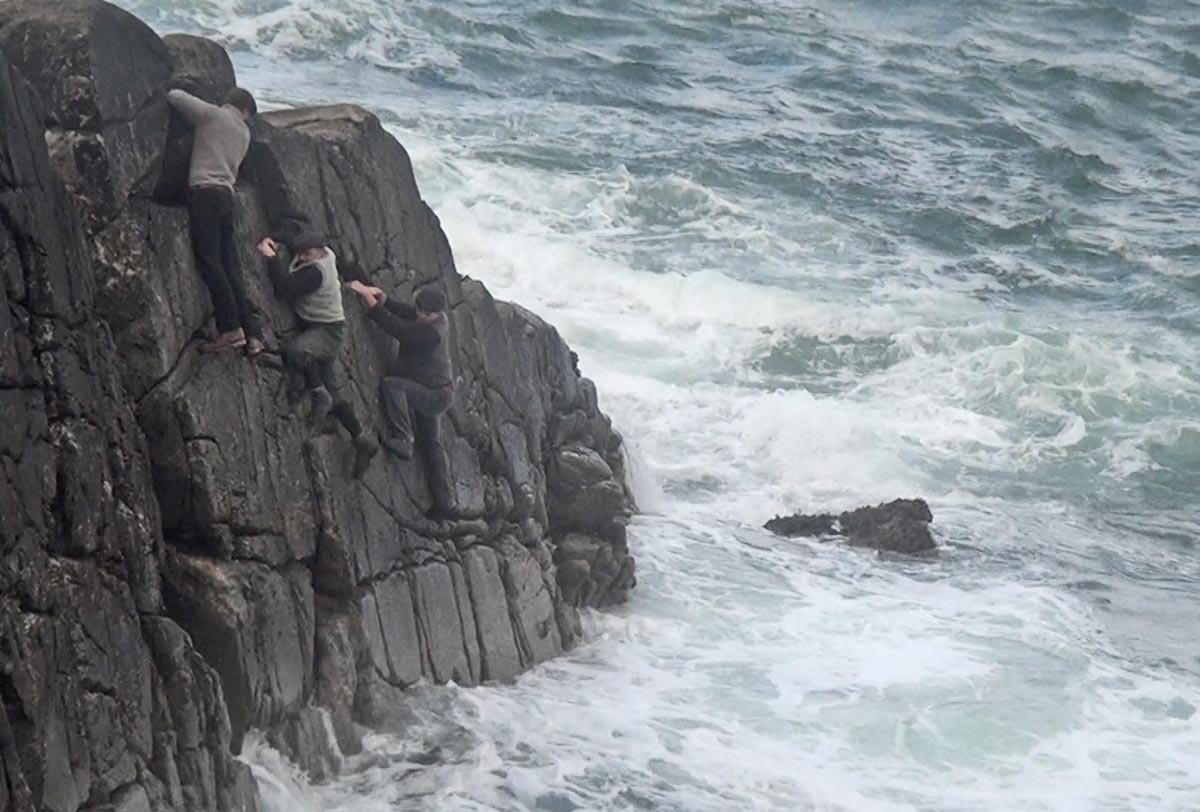
Ensemble Freuynde + Gaesdte bei Dreharbeiten auf St. Kilda zu Teile vom Ganzen (2012)

2012 brachte das Theater Freuynde + Gaesdte Zeha Schröders Stück Teile vom Ganzen zur Uraufführung, das die Geschichte der letzten Inselbewohner anhand von Originalzeugnissen nacherzählt. Der Titel des Stückes geht zurück auf ein Zitat aus der Autobiografie des St. Kildan Calum MacDonald:

„Wir hatten das große Glück, zu einer kleinen Gruppe von Menschen zu gehören, die ihr eigenes Dasein als Teil eines Ganzen auffassten – und nicht das Ganze als Zusammenschluss von Einzelnen.“

Im Vorfeld der Produktion unternahm das fünfköpfige Ensemble eine Recherchereise nach St. Kilda und machte die dort entstandenen Filmaufnahmen zum Bestandteil der Inszenierung. Sieben Jahre später präsentierte das Theater eine Neufassung der Inszenierung, bei der die ursprünglich in 3D gedrehten Filme nun auch mit 3D-Technik gezeigt wurden. Beide Fassungen wurden in der Erlöserkirche Münster aufgeführt.

### Musik
Die schottische Folk-Rock-Band Runrig nahm das Lied Edge of the World auf, in dem es um die isolierte Existenz der Inselbewohner geht. In einer Meinungsumfrage unter den Lesern von Radio Times wurde St. Kilda 2005 zum neuntgrößten Naturwunder der britischen Inseln gewählt. 2007 erhielt eine Oper auf Gälisch namens St Kilda: A European Opera über die Geschichte der Inseln finanzielle Unterstützung von der schottischen Regierung. Sie wurde am Sonnenwendtag 2007 gleichzeitig an sechs Orten in Belgien, Deutschland, Frankreich, Österreich und Schottland aufgeführt. Als bleibendes Erbe ließ diese Produktion eine Langzeit-Zeitrafferkamera auf Hirta zurück.
In der Ballade von St. Kilda auf ihrer 2006 erschienenen CD Sehnsucher besingt die deutsche Schlagersängerin Juliane Werding die Evakuierung der Inselgruppe.

### Sonstiges
Die britische Post brachte 1986 und 2004 Briefmarken heraus, die St. Kilda abbilden.
Die Schriftstellerin Dorothy Dunnett schrieb eine Kurzgeschichte, die auf St. Kilda spielt, „The Proving Climb“; sie wurde 1973 in der Anthologie Scottish Short Stories veröffentlicht.
Die fiktive Insel Laerg, die in Hammond Innes’ Roman von 1962 Atlantic Fury vorkommt, basiert auf St. Kilda.

## Weiterführende Literatur
- Robert Atkinson: Island going to the remoter isles, chiefly uninhabited, off the north-west corner of Scotland. William Collins, 1949. (Nachgedruckt von Birlinn, 1995, ISBN 1-874744-31-9)
- Mark Butterworth: Destination St. Kilda. From Oban to Skye and the Outer Hebrides. The Islands Book Trust, Lewis, 2010, ISBN 978-1-907443-03-9
- Bob Charnley: Last Greetings of St. Kilda. Richard Stenlake, 1989, ISBN 1-872074-02-2
- Richard Coates: The Place-Names of St. Kilda. Edwin Mellen Press, 1990, ISBN 0-88946-077-9
- O. Gilbert: The Lichen Hunters. St Kilda: Lichens at the Edge of the World, The Book Guild Ltd., England 2004, ISBN 1-85776-930-9
- Mary Harman: An Isle Called Hirte: History and Culture of St. Kilda to 1930. MacLean Press, 1996, ISBN 1-899272-03-8
- Richard Kearton: With Nature and a Camera. Cassell and Company, London 1898
- Campbell McCutcheon: St. Kilda: a Journey to the End of the World. Tempus, 2002, ISBN 0-7524-2380-0
- Michael Robson: St Kilda. Church, Visitors and ‘natives’. The Islands Book Trust, Lewis, 2005.
- Geoffrey P. Stell, Mary Harman: Buildings of St Kilda. Royal Commission on the Ancient and Historical Monuments of Scotland, 1988, ISBN 0-11-493391-X